# 上里 (さいたま市)
上里（かみさと）は、埼玉県さいたま市岩槻区の町丁。現行行政地名は上里一丁目および上里二丁目。住居表示未実施地区。郵便番号は339-0006。

## 地理
埼玉県さいたま市岩槻区北部の元荒川流域の沖積平野に位置する。東武野田線（東武アーバンパークライン）の東岩槻駅にも近く、土地区画整理事業によって整備された住宅地が広がる。

## 歴史
- 1970年（昭和45年）8月1日：土地区画整理事業の実施により、岩槻市大字上野・大字表慈恩寺・大字南平野の各一部から上里一丁目・二丁目が成立[4][5]。
- 2005年（平成17年）4月1日：岩槻市がさいたま市に編入合併され、同市岩槻区の町丁となる。

## 世帯数と人口
2017年（平成29年）10月1日時点の世帯数と人口は、以下のとおりである。
| 丁目       | 世帯数  | 人口    |
| ---------- | ------- | ------- |
| 上里一丁目 | 340世帯 | 780人   |
| 上里二丁目 | 292世帯 | 660人   |
| 計         | 632世帯 | 1,440人 |

## 小・中学校の学区
市立小・中学校に通う場合、学区（校区）は以下のとおりとなる。
| 丁目       | 区域 | 小学校                 | 中学校                 |
| ---------- | ---- | ---------------------- | ---------------------- |
| 上里一丁目 | 全域 | さいたま市立上里小学校 | さいたま市立川通中学校 |
| 上里二丁目 | 全域 | さいたま市立上里小学校 | さいたま市立川通中学校 |

## 交通

### 鉄道
地内に鉄道路線は敷設されていない。最寄り駅は全域が東武野田線（東武アーバンパークライン）の東岩槻駅である。

## 施設
- さいたま市立上里小学校
- 東岩槻幼稚園
- 上里自治会館